# ناتالي كاسيدي
ناتالي كاسيدي (بالإنجليزية: Natalie Cassidy)‏ هي صحفية ومقدمة تلفزيونية وممثلة بريطانية، ولدت في 13 مايو 1983 في إيزلينغتون ‏ في المملكة المتحدة.

## وصلات خارجية
- ناتالي كاسيدي على موقع IMDb (الإنجليزية)
- ناتالي كاسيدي على موقع ألو سيني (الفرنسية)
- ناتالي كاسيدي على موقع ميوزك برينز (الإنجليزية)
- ناتالي كاسيدي على موقع قاعدة بيانات الفيلم (الإنجليزية)
- ناتالي كاسيدي على موقع كينوبويسك (الروسية)